# Yesterday When I Was Young
"Yesterday When I Was Young" là một bài hát tiếng Anh được nam ca sĩ người Mỹ Roy Clark thu âm và phát hành năm 1969, với phần nhạc của tác giả người Pháp Georges Garvarentz và phần lời của Herbert Kretzmer. Bài này vốn là phiên bản của bài "Hier encore" (tạm dịch: "Mới vừa hôm qua") ra đời năm 1964, do Charles Aznavour viết lời và biểu diễn bằng tiếng Pháp. Cả "Yesterday When I Was Young" và "Hier encore" đều trở thành một trong những hit lớn nhất của Clark và Aznavour vào thời gian đó.
Phần lời tiếng Anh có nội dung là lời tự sự của một người với hàm ý người đó sắp qua đời. Người này hồi tưởng lại cả cuộc đời đã qua đã lãng phí năm tháng tuổi trẻ theo đuổi lạc thú như thế nào, để rồi khi về già thì không còn cơ hội thực hiện những gì đã dự định nữa.

## Các bản cover
Sau bản gốc bằng tiếng Pháp và phiên bản nổi tiếng bằng tiếng Anh, bài này còn được chuyển ngữ ở nhiều quốc gia khác, gồm: tiếng Ý là "Ieri Si", tiếng Đan Mạch "Hvor tiden går", tiếng Nhật 帰り来ぬ青春 ("Kaeri Konu Seishun"), tiếng Tây Ban Nha "Ayer aún", tiếng Phần Lan "Eilen kun mä tiennyt en", tiếng Czech "Když jsem já byl tenkrát kluk" và tiếng Hy Lạp là "Μόλις χθες".
Năm 1970 Aznavour ra đĩa đơn hát lại "Hier encore" và đạt nhiều thành công tại châu Âu. Năm 2008, Aznavour và Elton John thu bản tiếng Anh "Yesterday When I Was Young" vào album Duos của Aznavour.
Nhiều ngôi sao ca nhạc quốc tế hát lại ca khúc này, như Bing Crosby, Shirley Bassey, Dusty Springfield, Mel Tormé, Jack Jones, Lena Horne, Andy Williams, Bebe Buell, Jimmy Durante, Bobby Bare, Al Martino, The Peanuts, Glen Campbell, Julio Iglesias, Tony Kenny, Eddy Mitchell, Dean Reed, Johnny Mathis, Marc Almond, Patricia Kaas, Matt Monro, Lena Martell, Nora Aunor, Willie Nelson, Elina Duni, ... hay Blossom Dearie với phiên bản uptempo. Theo Billboard, trước năm 1972 đã có tới hơn 90 phiên bản của bài này.
Năm 2001, Amanda Lear cover lại vào album Heart.
Năm 2018, Ghassan Yammine thu video clip cho show "Musical".
Năm 2020, Willie Nelson hát lại vào album First Rose of Spring. Nghệ sĩ rap GlockBoyz Teejae mượn ý tưởng một phần của bài hát này vào bài "Wack Jumper".

## Xếp hạng
"Yesterday When I Was Young" trở thành bản hit lớn nhất của Clark vào thời gian đó, xếp thứ 9 Billboard Hot Country Songs vào tháng 8 năm 1969 và xếp 19 trong số 40 bài hit của ông, đồng thời là bài pop duy nhất trong danh sách này. Clark còn biểu diễn bài này tại đám tang của Mickey Mantle vào năm 1995 theo di nguyện của Mantle. Tại Canada, bài này xếp thứ 7 trên bảng xếp hạng pop, thứ 2 trên bảng xếp hạng nhạc đồng quê và thứ 1 AC.
Roy Clark
| Bảng xếp hạng (1969)                        | Vị trí cao nhất |
| ------------------------------------------- | --------------- |
| Canada RPM Adult Contemporary Tracks        | 1               |
| Canada RPM Country Tracks                   | 2               |
| Canada RPM Top Singles                      | 7               |
| Pháp (Institut français d'opinion publique) | 33              |
| Hoa Kỳ Billboard Adult Contemporary         | 6               |
| Hoa Kỳ Billboard Hot Country Songs          | 9               |
| Hoa Kỳ Billboard Billboard Hot 100          | 19              |

Charles Aznavour
| Bảng xếp hạng (1970–71) | Vị trí cao nhất |
| ----------------------- | --------------- |
| Hà Lan                  | 3               |
| Bỉ                      | 6               |

Tony Kenny
| Bảng xếp hạng (1974) | Vị trí cao nhất |
| -------------------- | --------------- |
| Ireland (IRMA)       | 12              |